# Czatkobatrachus
Czatkobatrachus polonicus war ein froschähnlicher Lurch und gehört zum Taxon Salientia, in dem die rezenten Froschlurche (Anura) mit einigen primitiven, fossilen Verwandten vereinigt werden. Er lebte in der Unteren Trias vor etwa 245 Millionen Jahren und gilt nach Triadobatrachus als das zweitälteste der Wissenschaft bekannte froschlurchähnliche Tier.
Fossile, nicht zusammenhängende Überreste der Tiere wurden in Karstablagerungen bei Czatkowice in der Nähe von Kraków gefunden. Czatkobatrachus ist der erste Lurch aus der Gruppe der Salientia aus dem Untertrias des nördlichen Teils von Pangaea. Er ist eventuell nur 5 Millionen Jahre jünger als Triadobatrachus aus Madagaskar (das damals Teil des südlichen Pangea war). Hieraus wird gefolgert, dass die Frösche der Stammgruppe Salientia am Beginn des Mesozoikums weltweit verbreitet waren und ihren Ursprung im Perm haben müssen.
Czatkobatrachus polonicus wurde nach seinem Fundort und der griechischen Bezeichnung für Frösche (batrachos) benannt.
Die Tiere wurden etwa 5 cm lang und hatten wahrscheinlich noch einen kurzen Schwanz, ähnlich wie Triadobatrachus. Gegenüber Triadobatrachus ist Czatkobatrachus weiter entwickelt in Bezug auf die Anatomie der Wirbel und des Ellbogengelenks.
Die systematische Stellung von Czatkobatrachus wird durch folgendes Kladogramm deutlich:
|      | † Triadobatrachus |
|      | |
| N.N. | \| \| † Czatkobatrachus \| \| \| \| \| \| N.N.: † Prosalirus, † Vieraella, † Notobatrachus, Froschlurche (Anura) \| \| \| \| |
|      | \| \| † Czatkobatrachus \| \| \| \| \| \| N.N.: † Prosalirus, † Vieraella, † Notobatrachus, Froschlurche (Anura) \| \| \| \| |
|      | † Czatkobatrachus |
|      | |
|      | N.N.: † Prosalirus, † Vieraella, † Notobatrachus, Froschlurche (Anura)                                                       |
|      | |

|  | † Czatkobatrachus                                                      |
|  |                                                                        |
|  | N.N.: † Prosalirus, † Vieraella, † Notobatrachus, Froschlurche (Anura) |
|  |                                                                        |